# Christina Obergföll
Christina Obergföll, nemška atletinja, * 22. avgust 1981, Lahr, Zahodna Nemčija.
Nastopila je na poletnih olimpijskih igrah v letih 2004, 2008, 2012 in 2016, v letih 2008 in 2012 je osvojila naslova olimpijske podprvakinje v metu kopja. Na svetovnih prvenstvih je leta 2013 osvojila naslov prvakinje ter srebrni medalji v letih 2005 in 2007, na evropskih prvenstvih pa srebrni medalji v letih 2010 in 2012. 